# Sports Island
 (juin 2019).
Si vous disposez d'ouvrages ou d'articles de référence ou si vous connaissez des sites web de qualité traitant du thème abordé ici, merci de compléter l'article en donnant les références utiles à sa vérifiabilité et en les liant à la section « Notes et références ».
Sports Island (Deca Sports en Amérique et DecaSporta au Japon) est un jeu pour la console Wii publié par Hudson Soft et édité par Nintendo.
Il a pour suite Sports Island 2.

## Les dix sports dans le jeu
- Badminton
- Snowboard
- Karting
- Curling
- Tir à l'arc
- Football
- Basket-ball
- Patinage artistique
- Supercross
- Beach volley

## Les équipes de 5 joueurs
- Team Thunders
- Mad maidens
- Speed Strikers
- Hard Hitters
- Average Joes
- Crudasers
- Boost Force
- Disco Knights
- Super Heroes (que l'on trouve dans la ligue des champions)

## Les six modes de jeu
- Match libre (une partie rapide avec le sport au choix)
- Tournoi (un tournoi avec un sport au choix)
- Ligue (un championnat ou l'on joue les dix sports avec une équipe)

Mini-jeux (un défi)
- vestiaire
- commandes